# Ressons-l'Abbaye
Ressons-l'Abbaye era un comune francese di 94 abitanti situato nel dipartimento dell'Oise della regione dell'Alta Francia. 
Dal 1º gennaio 2017 è divenuto comune delegato in seno al nuovo comune di La Drenne assieme a Le Déluge e La Neuville-d'Aumont.

## Storia

### Simboli
Il comune ha ripreso lo stemma dell'abbazia di Ressons, presente su una chiave di volta della chiesa di Notre-Dame.

## Società

### Evoluzione demografica
Abitanti censiti